# Gertrud Mortensen
Gertrud Mortensen (* 24. Juli 1892 in Rucken, Kirchspiel Lasdehnen (Kreis Pillkallen) als Gertrud Heinrich; † 8. Februar 1992 in Göttingen) war eine deutsche Historikerin.

## Leben
Gertrud Mortensen wurde als Tochter des Gutsbesitzers Paul Hermann Heinrich und dessen Frau Martha (geborene Buske) in Rucken geboren. Sie wuchs im Haus ihrer Großeltern in Tilsit auf, wo sie auch Litauisch lernte. Auf dem dortigen Gymnasium legte sie das Abitur ab. Nach ersten Studien in Leipzig besuchte sie Vorlesungen von Albert Brackmann und Georg Gerullis an der Albertus-Universität Königsberg. Dort wurde sie 1921 promoviert. Im Jahr darauf heiratete sie den Geografen Hans Mortensen. Ihm folgte sie nach Marburg, Riga, Freiburg und Göttingen, wo er ab 1935 lehrte. Sie war Mitglied der Historischen Kommission für ost- und westpreußische Landesforschung und des Johann Gottfried Herder-Forschungsrats.

## Werk
In ihrer Promotion behandelte sie die Nationalitäten- und Siedlungsverhältnisse in Preußisch Litauen. Daran schloss sich ein zweibändiges Gemeinschaftswerk (1937/38) mit ihrem Mann zur Siedlungsgeschichte im nordöstlichen Ostpreußen bis zum 17. Jahrhundert an. Ein dritter Band erschien nicht, da den Verfassern angesichts des Memelkonflikts eine Betonung des litauischen Bevölkerungsanteils politisch nicht opportun erschien. Jedoch waren sie weder gewillt, ihre Forschungsergebnisse dem Zeitgeist anzupassen, noch die gleichen Menschen- und Selbstbestimmungsrechte für Deutsche und Litauer in Frage zu stellen. Ab 1959 gab sie zusammen mit ihrem Mann, nach seinem Tod mit Reinhard Wenskus und später mit Helmut Jäger, den Atlas östliches Mitteleuropa heraus. Für ihre Arbeiten zog sie stets Materialien aus Königsberg heran, das nach dem Zweiten Weltkrieg in Göttingen lagerte und von ihrem ehemaligen Kommilitonen aus Königsberger Zeiten, Kurt Forstreuter, als Archivar betreut wurde.